# Ґура (Вейгеровський повіт)
Ґура (пол. Góra) — село в Польщі, у гміні Вейгерово Вейгеровського повіту Поморського воєводства.
Населення — 973 особи (2011).
У 1975-1998 роках село належало до Гданського воєводства.

## Демографія
Демографічна структура станом на 31 березня 2011 року:
|          | Загалом | Допрацездатний вік | Працездатний вік | Постпрацездатний вік |
| -------- | ------- | ------------------ | ---------------- | -------------------- |
| Чоловіки | 488     | 120                | 335              | 33                   |
| Жінки    | 485     | 129                | 287              | 69                   |
| Разом    | 973     | 249                | 622              | 102                  |